# 買地券
買地券（ばいちけん）とは、土地の売買証明書のことであるが、古代東アジアでは墓地の副葬品として用いられる例があった。

## 概要
中国では前漢から近世にかけて広くみられ、副葬品として石や鉛、玉、鉄などの板に刻まれた。買地券には被葬者の住所・氏名・性別・年齢・墓地の所在地や値段・範囲などが記入される。古くは実在の土地が記されていたが、後世になると道教の影響によって冥界の架空の土地について記されたり、土地の四囲を四獣としたり、売買の証人を西王母・東王父としたり、冥界で土地を巡る訴訟に巻き込まれた場合には天地の神（天帝・土伯）に訴えることを明記したりした。
朝鮮半島では、百済の武寧王の陵墓（武寧王陵）から発見された墓誌が買地券の体裁を採っていることが知られており、南朝の影響を受けたと推定されている。日本では福岡県の宮ノ本遺跡出土のもの（宮ノ本遺跡出土買地券）が著名であり、また江戸時代に備中国（現在の岡山県倉敷市）で出土した塼（煉瓦の一種）の文章も奈良時代の買地券（谷田部益足買地券）であることが判明している。